# Cindy Brogdon
Cindy Brogdon, född 25 februari 1957 i Buford, Georgia, är en amerikansk basketspelare som tog tog OS-silver 1976 i Montréal. Detta var första gången damerna fick delta i baskettävlingarna vid olympiska sommarspelen, och således USA:s första OS-medalj i dambasket. Hon är 177 cm lång. Säsongen 1976-1977 spelade hon för New Orleans Pride.